# Ніжинка (Росія)
Ні́жинка (рос. Нежинка) — село у складі Оренбурзького району Оренбурзької області, Росія.

## Населення
Населення — 5906 осіб (2010; 5128 у 2002).
Національний склад (станом на 2002 рік):
- росіяни — 75 %